# П'єдмонт (Південна Кароліна)
П'єдмонт (англ. Piedmont) — переписна місцевість (CDP) в США, в округах Андерсон і Грінвілл штату Південна Кароліна. Населення — 5411 особа (2020).

## Географія
П'єдмонт розташований за координатами 34°42′20″ пн. ш. 82°28′0″ зх. д. / 34.70556° пн. ш. 82.46667° зх. д. (34.705617, -82.466745).  За даними Бюро перепису населення США в 2010 році переписна місцевість мала площу 22,70 км², з яких 22,26 км² — суходіл та 0,44 км² — водойми.

## Демографія
Згідно з переписом 2010 року, у переписній місцевості мешкали 5103 особи в 1961 домогосподарстві у складі 1371 родини. Густота населення становила 225 осіб/км².  Було 2192 помешкання (97/км²).
Расовий склад населення:
| - 89,1 % — білих - 7,8 % — чорних або афроамериканців - 0,3 % — корінних американців - 0,2 % — азіатів |

До двох чи більше рас належало 1,7 %. Частка іспаномовних становила 2,5 % від усіх жителів.
За віковим діапазоном населення розподілялося таким чином: 24,2 % — особи молодші 18 років, 60,9 % — особи у віці 18—64 років, 14,9 % — особи у віці 65 років та старші. Медіана віку мешканця становила 39,5 року. На 100 осіб жіночої статі у переписній місцевості припадало 94,5 чоловіків;  на 100 жінок у віці від 18 років та старших — 90,9 чоловіків також старших 18 років.
Середній дохід на одне домашнє господарство  становив 41 094 долари США (медіана — 37 246), а середній дохід на одну сім'ю — 45 113 долари (медіана — 41 690). Медіана доходів становила 36 923 долари для чоловіків та 33 409 доларів для жінок. За межею бідності перебувало 19,6 % осіб, у тому числі 28,6 % дітей у віці до 18 років та 5,1 % осіб у віці 65 років та старших.
Цивільне працевлаштоване населення становило 2265 осіб. Основні галузі зайнятості: виробництво — 18,1 %, освіта, охорона здоров'я та соціальна допомога — 17,8 %, роздрібна торгівля — 11,6 %, науковці, спеціалісти, менеджери — 10,9 %.